# 谢武忠
謝武忠是一名中國大陸政治人物，中國人民解放軍少將軍階，中国共产党黨員。曾任贵州省军区政委、四川省军区政治部主任等。